# Althofen (Gemeinde Ligist)
Althofen ist eine Streusiedlung im Bezirk Voitsberg in der Weststeiermark, die im Gemeindegebiet der Marktgemeinde Ligist liegt.

## Ortsname und Geografie
Der Name Althofen lässt sich in zwei Bestandteile teilen. Der Namensteil Hof weist auf einen Edel- oder Gutshof hin während der Namensteil Alt auf eine frühe Entstehung hinweist.
Der Ort befindet sich südwestlich von Ligist, an der der Landesstraße L349 in Richtung Ober- und Unterwald. Der Ort befindet sich an der Einmündung des Oberwaldbaches in den Ligistbach. Er liegt an der Grenze zwischen den drei Katastralgemeinden Oberwald, Steinberg und Unterwald.

## Geschichte
Die erste urkundliche Erwähnung als Alltennhofen erfolgte im Jahr 1437. Aufgrund fehlender früherer Nennungen lässt es sich nicht sagen ob es in Althofen einen frühmittelalterlichen Gutshof oder doch erst einen spätmittelalterlichen Gülthof gab. Es sind zumindest einige hochmittelalterliche Einzelhöfe und Einödfluren in der Gegend um Althofen bekannt, welche auf Rodungsgebieten entstanden.
Die Einwohner von Althofen gehörten bis 1848 zu verschiedenen Grundherrschaften, so etwa zum Bergamt der Herrschaft Hohenburg und dem Bergamt Hof der Herrschaft Ligist. Die Bergrechte lagen bei der Herrschaft Ligist. Mit der Konstituierung der freien Gemeinden im Jahr 1850 wurde das heutige Gebiet des Ortes Althofen aufgeteilt und den drei Gemeinden Oberwald, Steinberg und Unterwald zugeordnet.
Im Jahr 1900 wird der Ort im Ortsverzeichnis bereits als Althofen geführt.

## Infrastruktur
Die Kinder des Ortes Althofen besuchen den Kindergarten in Unterwald.
Zur Versorgung der Ortschaft mit Wasser wurde im Jahr 2005 die Wassergenossenschaft Althofen gegründet.